# Marele dodecahemicosaedru
În geometrie marele dodecahemicosaedru este un poliedru uniform neconvex, cu indicele U65. Are 22 de fețe (12 pentagoane și 10 hexagoane), 60 de laturi și 30 de vârfuri. Având 22 de fețe, este un icosidiedru.
Este reprezentat prin diagramele Coxeter–Dynkin  (cu acoperire dublă a hexagoanelor). Figura vârfului alternează două pentagoane regulate cu două hexagoane regulate formând un patrulater autointersectat. Un poliedru neconvex are fețe care se intersectează care nu reprezintă muchii sau fețe noi. Doar cele marcate cu sfere aurii sunt vârfuri, iar cele cu linii argintii sunt laturi.
Este un hemipoliedru cu zece fețe hexagonale care trec prin centrul poliedrului. Este neorientabil.
Are simbolul Wythoff 5/4 5 | 3.

## Mărimi asociate

### Coordonate carteziene
Având în comun vârfurile cu icosidodecaedrul, coordonatele carteziene ale vârfurilor unui mare dodecahemidodecaedru în origine cu lungimea laturii 2 sunt date de permutările pare ale:
{\displaystyle (0,\,0,\,\pm \varphi )}
{\displaystyle \left(\,\pm 1,\,\pm \varphi ,\,\pm \varphi ^{2}\,\right)}
unde {\displaystyle \varphi } este secțiunea de aur, {\displaystyle {\frac {1+{\sqrt {5}}}{2}}.}.

### Raza circumscrisă
Deoarece cele 10 hexagoane trec prin centrul poliedrului, raza circumscrisă este egală cu lungimea laturilor, a.
{\displaystyle R=a.}

## Poliedre înrudite
Anvelopa sa convexă este icosidodecaedrul. Are în comun aranjamentul laturilor cu dodecadodecaedrul (având fețele pentagonale în comun cu anvelopa sa convexă) și cu micul dodecahemicosaedru (având în comun fețele hexagonale).

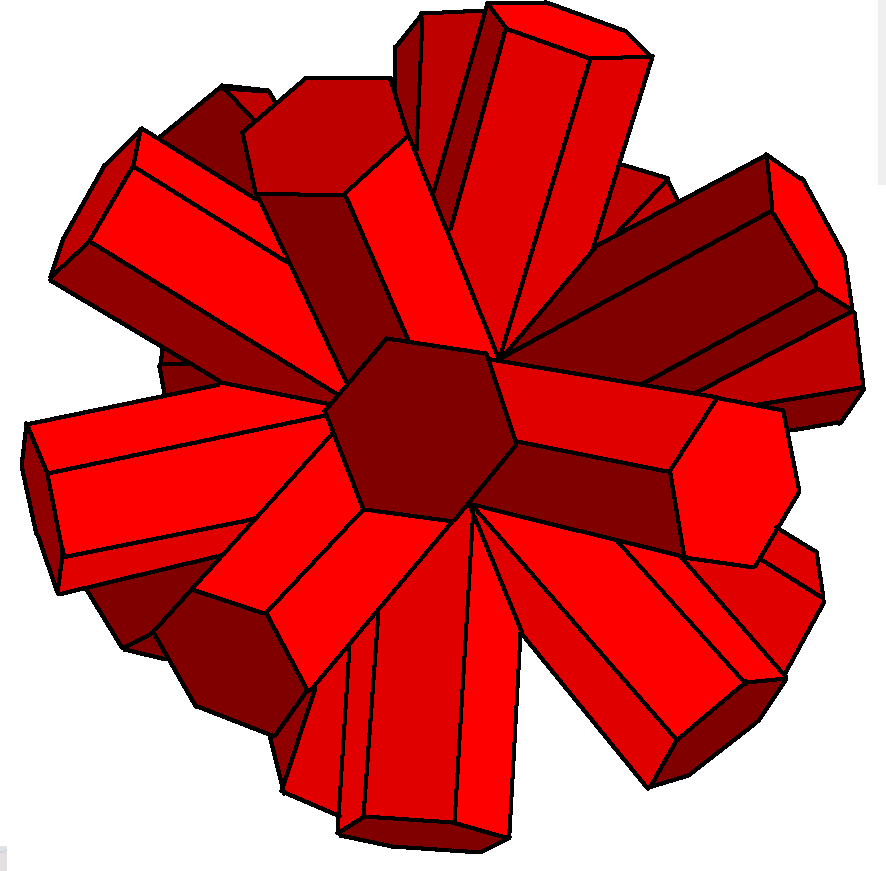
Dual: Micul dodecahemicosacron

| Dodecadodecaedru          | Micul dodecahemicosaedru |
| Marele dodecahemicosaedru | Icosidodecaedru          |

### Poliedru dual
Dualul său este micul dodecahemicosacron.